# Dolopsidea
Dolopsidea (лат.) — род стебельчатобрюхих перепончатокрылых из семейства браконид.

## Описание
Голарктический род. В России 4 вида. Мелкие наездники (3—4 мм). У самок все тергиты брюшка жёстко склеротизированные. Второй тергит, как правило, сплошь гладкий, изредка посередине со слабой неправильной скульптурой. Яйцеклад крупный, его створки всегда превышают длину брюшка, часто равны длине тела. На проподеуме расположены чёткие латеральные бугорки. Мезоскутум голый, волоски на нём имеются лишь по краям вдоль нотаулей.

## Систематика
В составе рода:
- Dolopsidea indagator (Haliday, 1836)
- Dolopsidea maes Blkb.
- Dolopsidea mongolica Telenga
- Dolopsidea tatianae (Telenga, 1941)